# Clidemia leucandra
Clidemia leucandra är en tvåhjärtbladig växtart som beskrevs av Charles Wright och August Heinrich Rudolf Grisebach. Clidemia leucandra ingår i släktet Clidemia och familjen Melastomataceae. Utöver nominatformen finns också underarten C. l. divaricata.